# Dustin Moskovitz

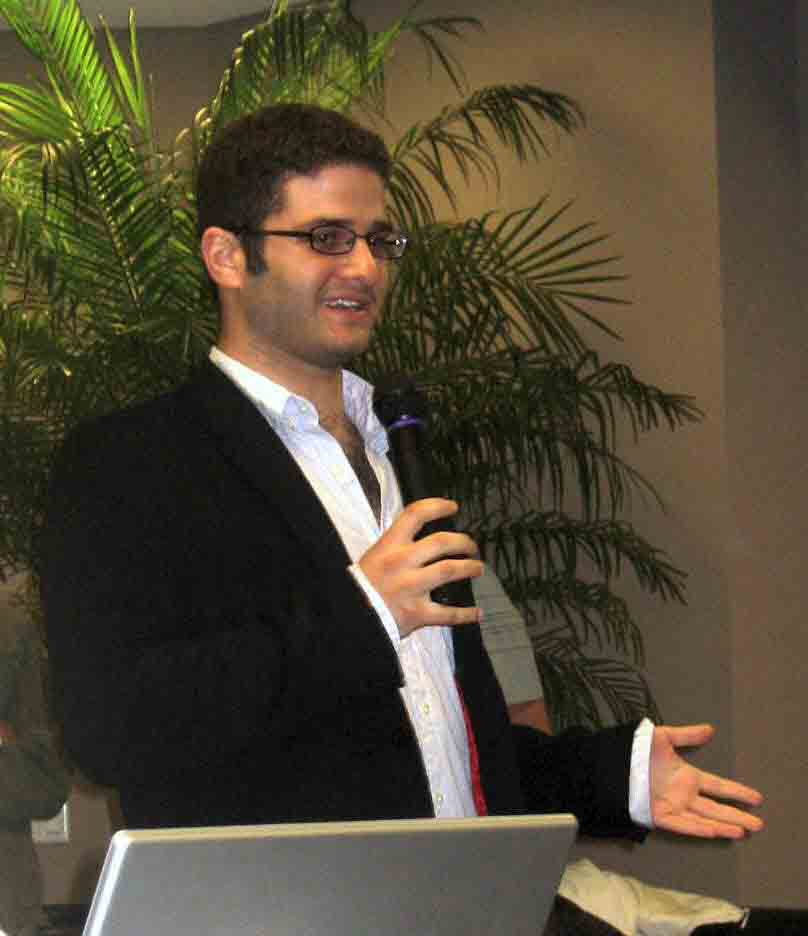
Dustin Moskovitz

Dustin Moskovitz (Gainesville, 22 mei 1984) richtte samen met Mark Zuckerberg, Eduardo Saverin en Chris Hughes sociaalnetwerksite Facebook op. Hij bezit 6% van de aandelen. Op basis daarvan werd hij door Forbes Magazine uitgeroepen tot jongste levende miljardair.
Moskovitz studeerde twee jaar economie aan Harvard voordat hij naar Palo Alto verhuisde, om fulltime voor Facebook te werken. In de tijd dat hij voor het bedrijf werkte was hij vicepresident en verantwoordelijk voor het technische personeel. In oktober 2008 maakte Moskovitz bekend dat hij weg ging bij Facebook. Mede-oprichter Mark Zuckerberg zei hierover: „Dustin has always had Facebook's best interest at heart and will always be someone I turn to for advice."
In de film The Social Network uit 2010, over het succes en de juridische problemen van Facebook, wordt Dustin Moskovitz gespeeld door Joseph Mazzello. 